# Armous-et-Cau
Armous-et-Cau är en kommun i departementet Gers i regionen Occitanien i sydvästra Frankrike. Kommunen ligger i kantonen Montesquiou som tillhör arrondissementet Mirande. År 2022 hade Armous-et-Cau 95 invånare.

## Befolkningsutveckling
Antalet invånare i kommunen Armous-et-Cau
Referens:INSEE